# لی هال (ویرجینیا)
لی هال (به انگلیسی: Lee Hall) یک منطقهٔ مسکونی در ایالات متحده آمریکا است که در ویرجینیا واقع شده‌است.